# Liste der Kulturdenkmäler in Lindenberg (Pfalz)
In der Liste der Kulturdenkmäler in Lindenberg sind alle Kulturdenkmäler der rheinland-pfälzischen Ortsgemeinde Lindenberg aufgeführt. Grundlage ist die Denkmalliste des Landes Rheinland-Pfalz (Stand: 19. Dezember 2024).

## Einzeldenkmäler
| Bezeichnung                                                   | Lage                                              | Baujahr                    | Beschreibung | Bild                           |
| ------------------------------------------------------------- | ------------------------------------------------- | -------------------------- | --- | ------------------------------ |
| Friedhof                                                      | Friedhofsweg Lage                                 | frühes 19. Jahrhundert     | Friedhof wohl im frühen 19. Jahrhundert angelegt; Umfassungsmauer, Friedhofskreuz, bezeichnet 1839 und 1960; frühklassizistisches Grabmal Familie Franz Laul, 1834                                                | Fotos hochladen                |
| Katholisches Pfarrhaus                                        | Hauptstraße 67 Lage                               | 1924                       | Sandsteinquaderbau mit Walmdach, Heimatstil, 1924 | Fotos hochladen                |
| Katholische Pfarrkirche St. Maria Immaculata und St. Cyriakus | Hauptstraße 69 Lage                               | 1928/29                    | Sandsteinquader-Saalbau in gotisierendem Heimatstil, 1928/29, Architekt Kreuzberg, Neustadt; ortsbildprägend | weitere Bilder Fotos hochladen |
| Kriegerdenkmal                                                | Hauptstraße, bei Nr. 69 Lage                      | 1938                       | Kriegerdenkmal 1914/18, 1938, nach 1945 vereinfachend neugestaltet | Fotos hochladen                |
| Wappenstein                                                   | Hauptstraße, an Nr. 89 Lage                       | Mitte des 18. Jahrhunderts | Wappen des Speyerer Fürstbischofs Franz Christoph von Hutten zum Stolzenberg; Rokokokartusche, Mitte des 18. Jahrhunderts                                                                                         | Fotos hochladen                |
| Wegekreuz                                                     | Hauptstraße, bei Nr. 114 und 116 Lage             |                            | Kruzifix, Sandsteinkreuz, Metallkorpus, bezeichnet 1844, Erneuerung 1859 | Fotos hochladen                |
| Portal                                                        | Hauptstraße, an Nr. 132 Lage                      | 1786                       | Portal, spätbarock, bezeichnet 1786 | Fotos hochladen                |
| Wohnhaus                                                      | Hauptstraße 144 Lage                              |                            | Unterstallhaus, bezeichnet 1824 | Fotos hochladen                |
| Protestantische Kirche                                        | Lambrechter Straße 25 Lage                        | 1953                       | kleiner Saalbau in barockisierendem Heimatstil, 1953, Architekt Otto Reimers, Neustadt; ortsbildprägend | weitere Bilder Fotos hochladen |
| Wohnhaus                                                      | Lambrechter Straße 35 Lage                        | 1923                       | eineinhalbgeschossige villenartiges Wohnhaus im Heimatstil mit expressionistischen Motiven, 1923, Architekt Joseph (?) Müller, Neustadt                                                                           | Fotos hochladen                |
| Katholische Cyriakuskapelle                                   | östlich des Ortes Lage                            | 1550                       | in den ehemaligen Halsgraben der Burg Lindenberg eingestellter kleiner Saalbau, bezeichnet 1550, mit Resten des 13. Jahrhunderts; der malerisch auf steilem Felsen gelegene Bau markiert die ehemalige Burganlage | weitere Bilder Fotos hochladen |
| Grenzstein                                                    | östlich des Ortes am Weg zur Cyriakuskapelle Lage | 1775                       | Grenzstein, bezeichnet 1775 | BW                             |
| Grenzstein                                                    | südöstlich des Ortes oberhalb der B 39 Lage       | 1559                       | Grenzstein, bezeichnet 1559 | BW                             |
| Loblocher Gedenkstein                                         | südwestlich des Ortes im Wald Lage                | 1841                       | Rotsandstein, bezeichnet 1841 | Fotos hochladen                |